# 消費者進口處方藥
消費者進口處方藥（英語：Consumer import of prescription drugs）指的是個人，通常即為患者，從外國取得處方藥，供自己使用。

## 進口機制
人們可從在國外經營的網路藥房購買藥品，請藥房將藥品寄送到購買者指定的國內處所。或者人們採用醫療旅遊模式到國外旅遊，在那裡購買藥品之後，設法帶回國內使用。

## 原因
個人消費者只有在自己國家，碰到取得某些藥品的障礙時候，才會考慮去其他國家購買。其中障礙之一是當地的藥品價格過於高昂，無法與其他的市場相比。另一種障礙可能是當地法律設下限制，個人無法獲得他們想要或是需要的藥品。

### 國際藥品市場價格
在某些市場，藥品價格會根據臨近別國市場的價格而設定，或是價格會受到臨近市場的影響。例如在歐洲，人們可自由在不同的國家進出，某個國家的某種藥品價格會影響到鄰近國家的。由於有競爭，價格可維持在較低的水準，但也有導致藥品不容易買到的可能。有時藥廠可能會選擇不在某個市場供應某種藥品，以確保在別個市場能以更高的價格銷售。
批發商、藥廠、以及藥品零售商希望能控制自己市場上的藥品供應。因此，如果藥品從其他低成本地區按照低價進入市場，就會演變成純粹的依照價格行銷的市場。 與貿易有關的知識產權協定是世界貿易組織（WTO）條約中的一例，這項條約規定藥品在國際市場上的交易方式（而這協定在藥品專利保護方面，通常會讓藥品價格居高不下）。
一些發展中國家可能會透過強制許可的方式，以壓低取得藥品的成本。而頒布強制許可的國家又可會對本國以外的市場產生影響。

### 合法性
在一個地方屬於合法的藥物，在另一個地方可能會成為不合法。

## 發生此類進口的地區

### 由加拿大出口到美國
美國人可很容易進出加拿大。在加拿大的藥品品質與美國相仿，而加拿大的藥品價格通常比美國低得多。美國的某些消費者為省錢，會到加拿大購買藥品。不同的人對於這種做法會表達不同的觀點。
一家主要出口藥品到美國的加拿大網路藥房 - 加拿大藥局與美國司法部達成協議，於2018年7月13日宣布關閉運作。
而兩個組織 - 加拿大國際藥房協會和PharmacyChecker負責針對美國出口的加拿大網路藥房，做安全性以及合法性的驗證工作。
在加拿大購買處方藥比在美國購買，平均的節省可達到81%。

## 社會與文化

### 政府改革請願
消費者對於可在多個國家購得品質相當的處方藥，並且對於透過價格比較，從國外買到最低價格的藥品來使用的做法，覺得可接受。

### 法律規定
政府通常會對處方藥的進口採取監督措施，因此自行從外國進口處方藥可能會屬於非法藥品貿易而觸犯法律。